# 221e division d'infanterie (Empire allemand)
La 221e division d'infanterie est une unité de l'armée allemande créée en 1916 qui participe à la Première Guerre mondiale.

## Première Guerre mondiale

### Composition

#### 1916
- 1re brigade de réserve d'Ersatz

41e régiment d'infanterie (de)
60e régiment d'infanterie de réserve
1er régiment d'infanterie de réserve d'ersatz
- 1er escadron du 2e régiment d'uhlans de réserve
- 273e régiment d'artillerie de campagne

#### 1917
- 1re brigade de réserve d'Ersatz

41e régiment d'infanterie
60e régiment d'infanterie de réserve
1er régiment d'infanterie de réserve d'ersatz
- 1er escadron du 2e régiment d'uhlans de réserve
- 221e commandement d'artillerie divisionnaire

273e régiment d'artillerie de campagne
- 221e bataillon de pionniers

#### 1918
- 1re brigade de réserve d'Ersatz

41e régiment d'infanterie
60e régiment d'infanterie de réserve
45e régiment d'infanterie
- 5e escadron du 8e régiment d'uhlans
- 221e commandement d'artillerie divisionnaire

273e régiment d'artillerie de campagne
40e bataillon d'artillerie à pied (état-major, 1re, 2e et 3e batterie)
- 221e bataillon de pionniers

### Historique
La division est formée dans les Ardennes du 41e régiment d'infanterie issu de la 1re division d'infanterie du 60e régiment d'infanterie de réserve issu de la 1re division de Landwehr bavaroise (en) et du 1er régiment d'Ersatz issu de la 1re brigade d'Ersatz.

#### 1916
- 21 octobre 1916 - 15 mars 1917 : mouvement vers le front, occupation d'un secteur du front au sud de la Somme dans la région de Berny-en-Santerre. Durant cette période, la division subit quelques actions locales.

#### 1917
- 15 mars - 10 avril : engagée dans le repli stratégique allemand (opération Alberich), retrait sur une nouvelle ligne de front sur la ligne Hindenburg au nord-ouest de Saint-Quentin.
- 10 - 27 avril : retrait du front, repos dans la région de Tournai.
- 27 avril - 8 mai : mouvement vers le front, occupation d'un secteur entre Guémappe et Monchy-le-Preux, engagée dans la bataille d'Arras.
- 8 - 28 mai : retrait du front, repos.
- 28 mai - 12 juillet : mouvement vers le front, occupation d'un secteur de la ligne Hindenburg entre Mœuvres et Havrincourt.
- 12 juillet - 10 août : mouvement de rocade, mise en réserve dans les Flandres. À partir du 1er août, la division est engagée dans la bataille de Passchendaele, dans le secteur de Zonnebeke et réalise une violente contre-attaque avec de lourdes pertes. Du 3 au 10 août, elle est progressivement retirée de la première ligne.
- 10 - 17 août : transport par VF en Champagne.
- 17 août - 7 novembre : mouvement vers le front, occupation d'un secteur dans la région d'Aubérive, la division est reconstituée par l'apport de soldats de la classe 1918.
- 7 - 23 novembre : retrait du front, transport par VF en Belgique, repos dans la région de Deinze.
- 23 novembre - 7 décembre : mouvement vers le front, engagée dans la contre-attaque allemande lors de la bataille de Cambrai.
- 7 décembre 1917 - 7 janvier 1918 : retrait du front, repos dans la région de Douai.

#### 1918
- 7 janvier - 7 mars : mouvement vers le front, occupation d'un secteur le long de la route reliant Arras à Cambrai.
- 7 - 21 mars : retrait du front, repos et instructions.
- 21 - 25 mars : engagée dans l'opération Michael, attaque au niveau de Quéant et progression jusqu'au 25 mars pour atteindre Ervillers.
- 25 mars - 16 avril : retrait du front, mis au repos en seconde ligne.
- 16 avril - 25 mai : à nouveau engagée dans l'opération Michael, occupation d'un secteur au sud d'Arras aux environs de Boyelles. Relevée par la 5e division d'infanterie bavaroise.
- 25 mai - 30 juillet : retrait du front, repos et instruction. Au cours de cette période, le 45e régiment d'infanterie en provenance de Macédoine remplace le 1er régiment d'infanterie de réserve d'ersatz dissous.
- 30 juillet - 7 août : mouvement par étape dans la région de Noyon.

## Chefs de corps
| Grade                        | Nom                          | Date                               |
| ---------------------------- | ---------------------------- | ---------------------------------- |
| Generalmajor/Generalleutnant | Siegfried von La Chevallerie | 11 janvier 1917 - 23 décembre 1918 |